# 婆羅洲金貓
婆罗洲金貓（学名Catopuma badia） 又叫栗猫，是仅见于婆罗洲的珍稀动物。其种加词“badia”意为“栗背的”。

## 行为
婆罗洲金貓的毛皮通常为红褐色，也有少数灰色变种。研究分析表明它们与亚洲金貓是近亲，但两者的头骨结构有所差别，婆罗洲金貓要小得多。婆罗洲金貓体长约53-67厘米，尾长30厘米。

## 食物
婆罗洲金貓在夜间活动，以鸟类、啮齿类以及小型猴类为食。

## 栖息地
婆罗洲金貓居住在茂密的雨林与山岩突起处。